# Šalawaneš
Die Šalawaneš sind hethitische Torgottheiten, die an Stadttoren verehrt wurden. Während des AN.TAḪ.ŠUM-Festes und des purulliya-Festes opferte ihnen der König am ašuša-Stadttor von Ḫattuša. Opfer für die Šalawaneš sind auch für die Städte Ḫanḫana  und Tauriša bezeugt.
Eine ähnliche Funktion als Torwächter nehmen die Damnaššara-Sphingen ein.